# Pierella
Pierella är ett släkte av fjärilar. Pierella ingår i familjen praktfjärilar.

## Bildgalleri

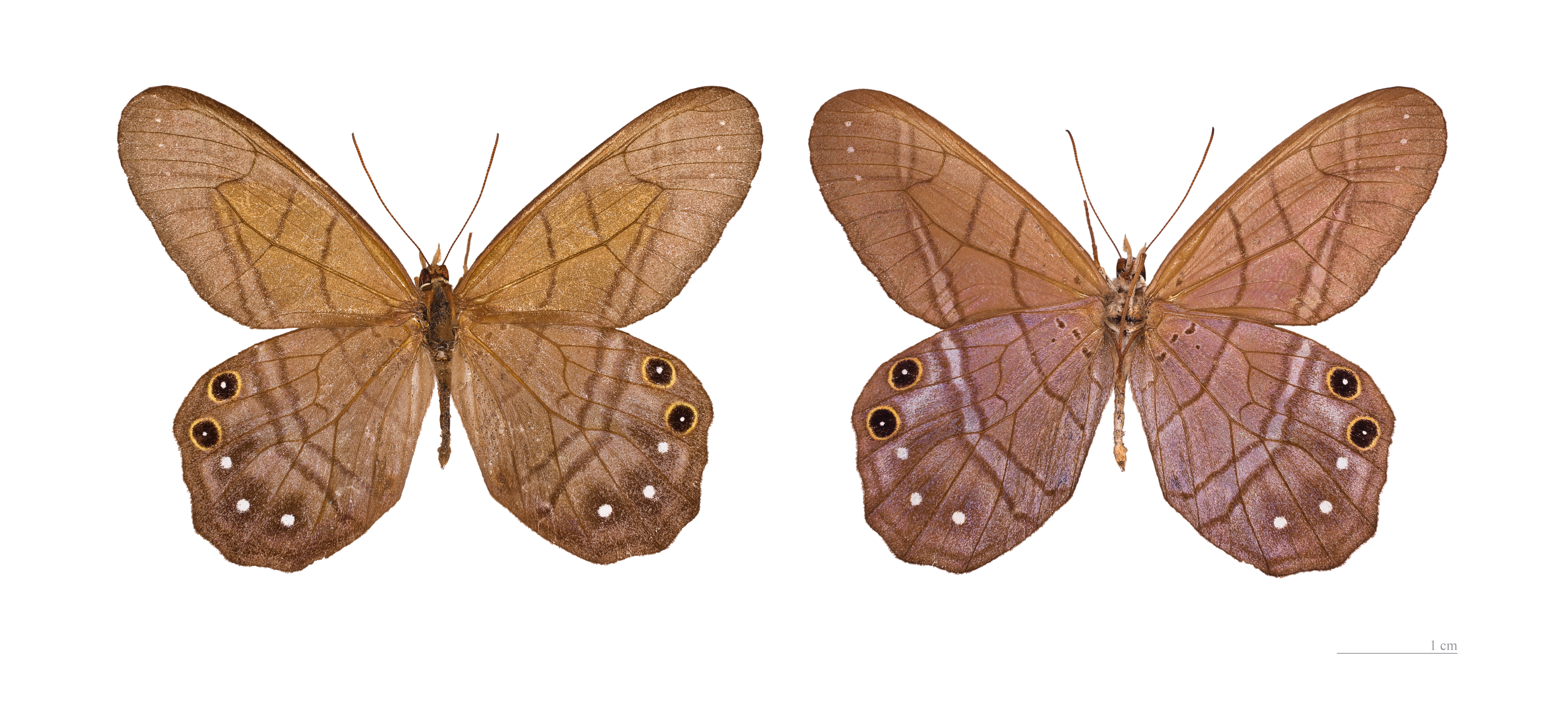

## Dottertaxa tillPierella, i alfabetisk ordning[1]
- Pierella albofasciata
- Pierella albomaculata
- Pierella albopunctata
- Pierella amalia
- Pierella astyoche
- Pierella bernhardina
- Pierella boliviana
- Pierella brasiliensis
- Pierella browni
- Pierella ceryce
- Pierella chalybeae
- Pierella columbina
- Pierella costaricana
- Pierella decepta
- Pierella dracontis
- Pierella dyndimene
- Pierella extincta
- Pierella fabriciana
- Pierella fusimaculata
- Pierella glaucolene
- Pierella helvina
- Pierella heracles
- Pierella hortensia
- Pierella hortona
- Pierella hyalinus
- Pierella hyceta
- Pierella hymettia
- Pierella incanescens
- Pierella johnsoni
- Pierella lamia
- Pierella larymna
- Pierella latona
- Pierella lena
- Pierella lesbia
- Pierella leucospila
- Pierella lucia
- Pierella luna
- Pierella nereis
- Pierella obsoleta
- Pierella ocellata
- Pierella ocreata
- Pierella pacifica
- Pierella pallida
- Pierella rhea
- Pierella rubecula
- Pierella rubra
- Pierella sectator
- Pierella stollei
- Pierella werneri